# Кергеленска рибарка
Кергеленската рибарка (Sterna virgata) е вид птица от семейство Sternidae. Видът е почти застрашен от изчезване.

## Разпространение и местообитание
Разпространен е във Френски южни и антарктически територии и Южна Африка.